# Eendracht (Schiff, 1655)
Die Eendracht war ein bekanntes und vielfach in Gemälden dargestelltes Schiff der Niederlande während des Goldenen Zeitalters. Sie war das Flaggschiff der Flotte und als solches auch in der Seeschlacht im Öresund beteiligt. Das Schiff explodierte in der Seeschlacht bei Lowestoft 1665. Dabei starb auch der Flottenchef Jacob van Wassenaer Obdam.

## Vorgeschichte und Bau
Bereits beim Beginn des ersten Seekrieges gegen England 1652 zeigte sich die Unterlegenheit der niederländischen Flotte überdeutlich. Selbst ihr größtes Flaggschiff, die Brederode, war klein gegenüber den großen Dreideckern wie die Sovereign of the Seas oder die Prince Royal der Engländer. Auch die Anzahl der Kriegsschiffe insgesamt war geringer und der Rückstand in der Anzahl bei mittleren und großen Kriegsschiffen erdrückend. Auf niederländischer Seite hatte man besonders in den Generalstaaten auf das Konzept einer Mobilmachung aus dem übergroßen Fundus an Handelsschiffen gesetzt. So kam zwar eine zahlenmäßige Überlegenheit an Schiffen zusammen, aber diese waren für den Kriegseinsatz gegen eine Flotte wie die der Engländer untauglich.
Deshalb wurde schon im November 1652 beschlossen, ein großes Neubauprojekt von 30 Schiffen zu starten. Anfangs wurden die Forderungen und Konzeptionen der Admirale de With und Tromp übernommen. Sie sahen eine große Anzahl von großen Kriegsschiffen mit einer Reihe spezifischer Eigenschaften vor. So sollte das unterste Batteriedeck durchgehend, relativ wenig Sprung und einen bestimmten sicheren Abstand zur Wasseroberfläche haben. Dafür war eine bestimmte Breite des Schiffes erforderlich, die ebenfalls gefordert wurde. Allerdings wurde die Anzahl der großen Schiffe von sechs auf zwei Schiffe reduziert. Diese sollten 150 Amsterdamer Fuß lang und 38 Fuß breit sein, bei einer Raumtiefe von 15 Fuß. Aufgrund des dringenden Bedarfs an neuen großen Schiffen und des Beschlusses der Generalstaaten begann man in Rotterdam zügig mit der Kiellegung durch den Schiffbaumeister der Admiralität, Jan Salomonsz. Dieser hatte bereits die erfolgreichen Admiralsschiffe Aemilia und Brederode ausgeführt. Allerdings bestanden die Generalstaaten und die einflussreiche Stadt Amsterdam darauf, dass der Bau offiziell und breit ausgeschrieben werden sollte, damit der günstigste Anbieter gewählt werden und so Kosten gespart werden konnten. Da Amsterdam außerdem befürchtete, dass Schiffe dieser Größe für die heimischen Gewässer zu tief gehen würden, beantragte man sogar eine Reduzierung der Größe. Selbst die Einkürzung des bereits liegenden Kiels der Neubauten wurde verlangt. Nach heftiger Diskussion innerhalb der Generalstaaten wurde ein Kompromiss gefunden, der den Weiterbau erlaubte, aber die Zerter der anderen Neubauten veränderte. Alle Aufträge sollten ausgeschrieben werden. Für den Bau der zukünftigen Eendracht wurde ein Schauspiel geboten, damit Jan Salomonsz seinen Auftrag ausführen konnte. Der Baumeister der Ostindienkompanie aus Delfshaven, dem nächsten Nachbarort von Rotterdam, bot den Generalstaaten einen Betrag für den Bauauftrag an, der den normalen Preisen für Rotterdam entsprach, aber nicht so niedrig war wie erhofft. Also wurde neu ausgeschrieben und der nächste Anbieter versprach sogar, die bereits vorhandenen Bauteile und Hölzer zu verwenden. Zu diesem Zeitpunkt lag der Kiel, Vor- und Achtersteven mit Spiegel waren montiert, und etliche Spanten standen schon. Auch dies versprach der Dordrechter Schiffbauer zu verwenden. Allerdings lag seine Summe 1000 Gulden über dem letzten Gebot von 56.000 Gulden. Da diesem Schiffbaumeister der Bau des größten Kriegsschiffes nicht zugetraut wurde, sollte der bisherige Baumeister die Oberaufsicht führen. So wurde es bereits Mai 1653, ehe der Bau weitergehen konnte. Da der Vertrag den Bau in acht Monaten vorsah und anschließend der Neubau aufgetakelt und ausgerüstet werden musste, hätte also das Schiff frühestens 1654 eingesetzt werden können. Die beiden Schiffbaumeister verstanden sich überhaupt nicht und der Bau verzögerte sich. Zudem erfolgte die Bezahlung durch die Generalstaaten sehr zögerlich, so dass die Lieferanten erst die alten Rechnungen bezahlt sehen wollten, bevor sie neues Baumaterial anboten. Erst im September 1654 – der Krieg war seit dem 15. April beendet – wurde der Rumpf durch Abgesandte der Generalstaaten abgenommen. Dabei wurde die Überschreitung der Maße um 2 Fuß in der Länge und anderthalb Fuß größere Raumtiefe akzeptiert. Andere Schiffe, später begonnene Neubauten der Admiralität Rotterdam, waren bereits im April fertiggestellt worden. Um das Schiff vom Bauort in Rotterdam, dem Haringvliet, auf die Maas zu bringen, musste sie unter einer Brücke durchfahren. Dort blieb sie am 9. Dezember 1654 bei der Ausfahrt hängen. Erst am 22. Januar gelangte sie in freies Wasser und wurde zur Ausrüstung nach Hellevoetsluis verholt.

## Einsatz im Zweiten Nordischen Krieg

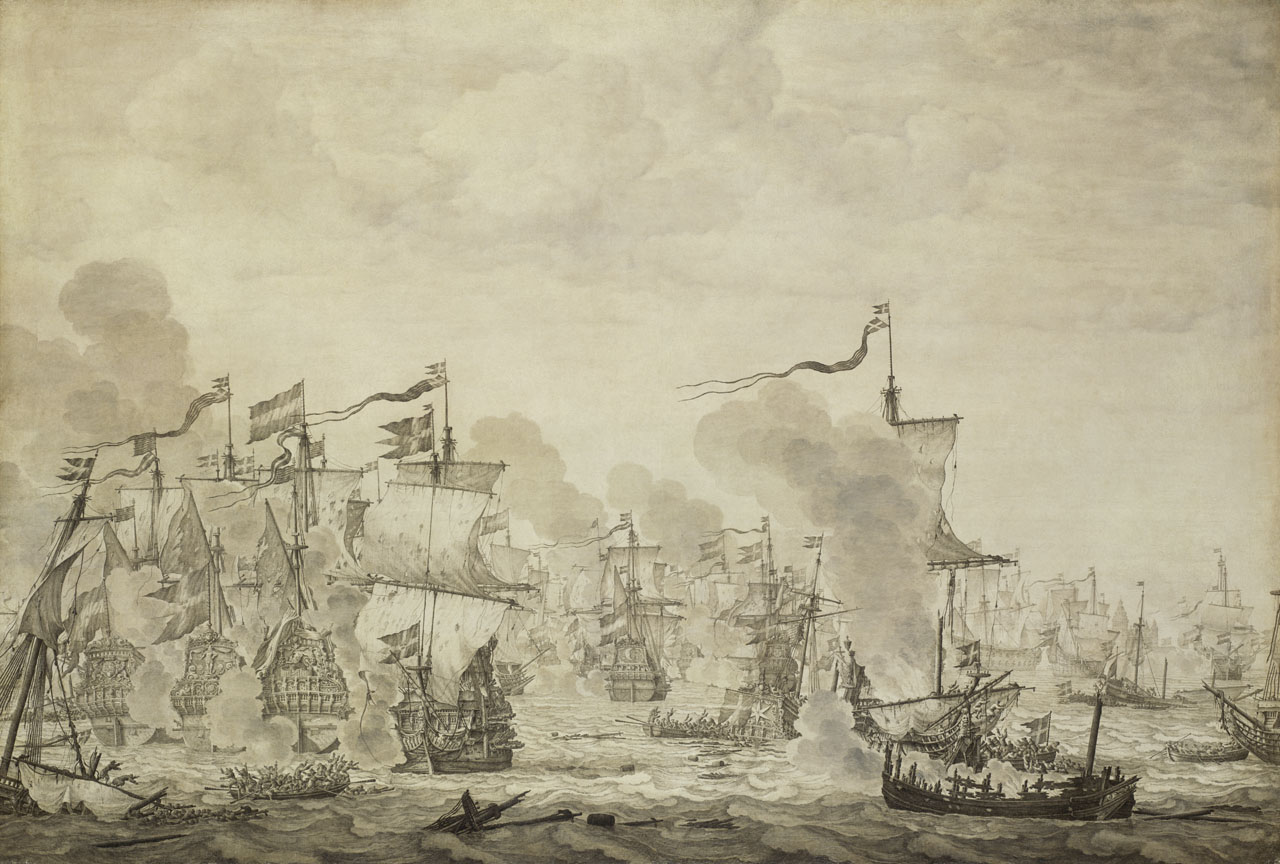
Die Eendracht zwischen den schwedischen Schiffen Mercurius und Carolus eingeschlossen, in der Schlacht im Sund. Grisaille von Willem van de Velde dem Älteren

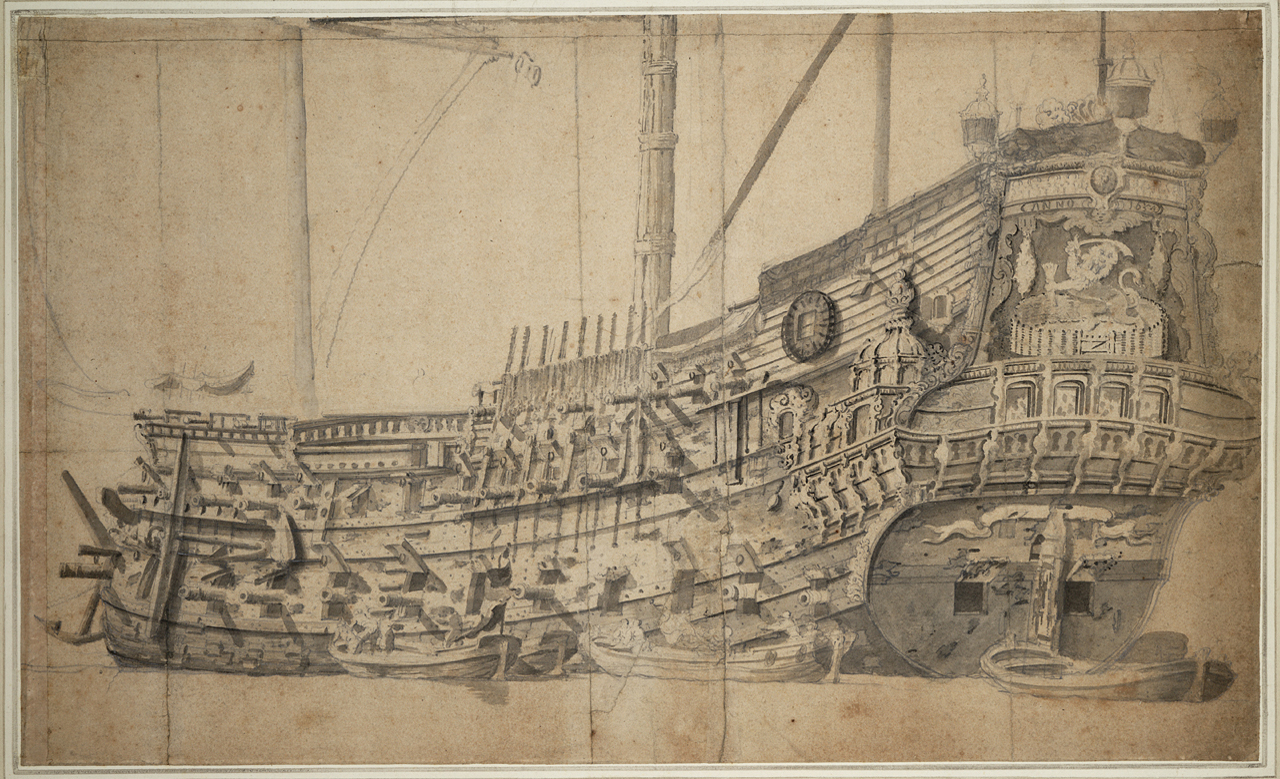
Die Eendracht nach der Schlacht mit den zum Teil provisorisch reparierten Einschüssen auch in der Wasserlinie, Zeichnung von Willem van de Velde dem Älteren

Mit dem Friedensschluss erließen die Generalstaaten die Order, keines der Kriegsschiff zu veräußern; sie sollten alle stets im Besitz der Admiralitäten verbleiben. Damit wurde die Grundlage für eine „stehende Flotte“ geschaffen. Bereits 1656 erfolgte der erste Einsatz der Eendracht. Unter dem Oberbefehl von Wassenaer van Obdam sollte eine niederländische Flotte verhindern, dass schwedische Truppen die unter polnischer Hoheit stehende preußische Stadt Danzig besetzen. Bereits bei diesem Einsatz führte das Schiff mit 68 Geschützen mehr als die ursprünglich anberaumten 58 Geschütze. In der Literatur wird ein Umbau gleich nach ihrer Ankunft in Hellevoetsluis 1655 vermutet. Die Fahrt ging über Schloss Kronborg und Kopenhagen nach Danzig. Nachdem die Schweden im Vertrag von Elbing den Schutz und Status der Stadt Danzig garantiert hatten, segelte ein Teil der Flotte in die Niederlande zurück. Dazu gehörte der Oberbefehlshaber Wassenaer van Obdam mit der Eendracht.
Im Krieg gegen Portugal wurde im September 1657 eine Flotte unter Wassenaer van Obdam nach Portugal entsandt, um das Mutterland von den Kolonien zu trennen. Erst im Oktober erfolgte die Kriegserklärung. Während Luitnant-Admiraal Wassenaer van Obdam Lissabon und den Tejo blockierte, gelang es Michiel de Ruyters Geschwader, eine portugiesische Zuckerflotte aus Brasilien zu zerstreuen und insgesamt 15 Prisen zu nehmen. Nach dem Abbruch der engen Blockade segelte Wassenaer van Obdam nach Hause und nur das Geschwader von de Ruyter verblieb weiter vor der portugiesischen Küste.
Nach neuerlicher Eröffnung der Kriegshandlungen durch die Schweden gelang es diesen, Kopenhagen zu belagern und weite Teile Dänemarks zu besetzen. Da die Generalstaaten befürchteten, dass Schweden mit der Eroberung des Öresund in einer ihrer wichtigsten Handelsregionen den sogenannten Moederhandel von Amsterdam in die Ostsee beschränken und verteuern werde, beschlossen sie das aktive Eingreifen auf Seiten Dänemarks. Eine Flotte von 35 Kriegsschiffen unter dem Oberbefehl von Wassenaer van Obdam und der Eendracht wurde zum Entsatz von Kopenhagen in den Sund befohlen. Nach einer kurzen Wartezeit bei Kap Skagen auf besseren Wind segelte die Flotte an Schloss Kronborg ohne Schäden vorbei, obwohl von beiden Seiten schwedische Batterien heftig Feuer gaben. Da aber zu leichte Artillerie stationiert war, konnten sie die Schiffe nicht erreichen.
Die schwedische Flotte wartete mit etwa 38 Kriegsschiffen hinter Schloss Kronborg. Die niederländische Flotte war in drei Geschwader eingeteilt. Das Gros führte Wassenaer van Obdam selbst, die Vorhut stand unter Vizeadmiral Witte de With auf der Brederode und die Nachhut unter Vizeadmiral Pieter Flooriszoon. Schon zu Beginn löste sich jede Ordnung auf, da de With und Wassenaer van Obdam direkt auf ihre Gegner losstürmten. Prompt waren beide Admirale von vielen Feinden umringt und hatten schwere Verluste und große Schäden erlitten. Erst nach und nach kamen andere Schiffe ihren eingeschlossenen Admiralen zu Hilfe. Die Eendracht konnte unter der Führung ihres Kapitäns Egbert Kortenaer das schwedische Schiff Morgenstjernan rammen und versenken, das Flaggschiff Victoria musste mit schweren Schäden ausscheren. Wassenaer van Obdam konnte durch einen Gichtanfall nicht handeln und ließ sich auf einem Stuhl am Großmast platzieren. Langsam zogen sich die schwedischen Schiffe zurück und konnten den Durchbruch der niederländischen Transportschiffe nach Kopenhagen nicht verhindern. Die Schweden verloren vier Schiffe und die Niederländer die Brederode und die beiden Vizeadmirale de With und Floorisz.
Nach der Seeschlacht verblieb die Flotte noch in der Region und wurde sogar noch durch eine zweite Flotte aus den Niederlanden verstärkt. Es wurden Landungen unternommen und Truppen an Land abgesetzt. Dabei blieb aber Wassenaer van Obdam stets in der Nähe von Kopenhagen. Um auch im Winter Kopenhagen vor überraschenden schwedischen Angriffen über das Eis zu schützen, erhielt er den Befehl, dort zu überwintern. Erst im Oktober 1659 erging der Befehl aus der Heimat, nach Hause zurückzukehren.

## Einsatz im Zweiten Seekrieg gegen England

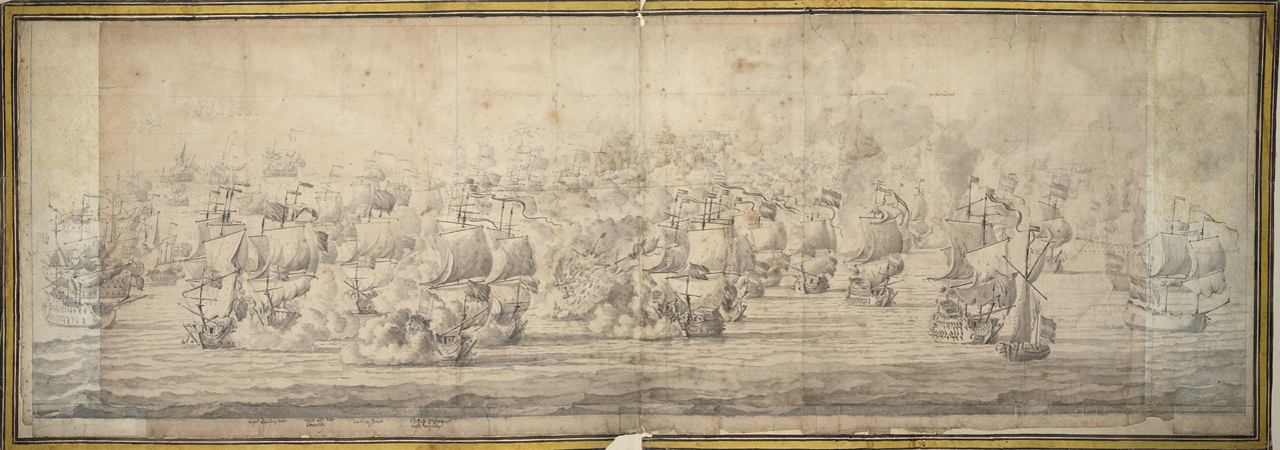
Spätere Darstellung der Situation der Explosion der Eendracht durch den Älteren Willem van de Velde

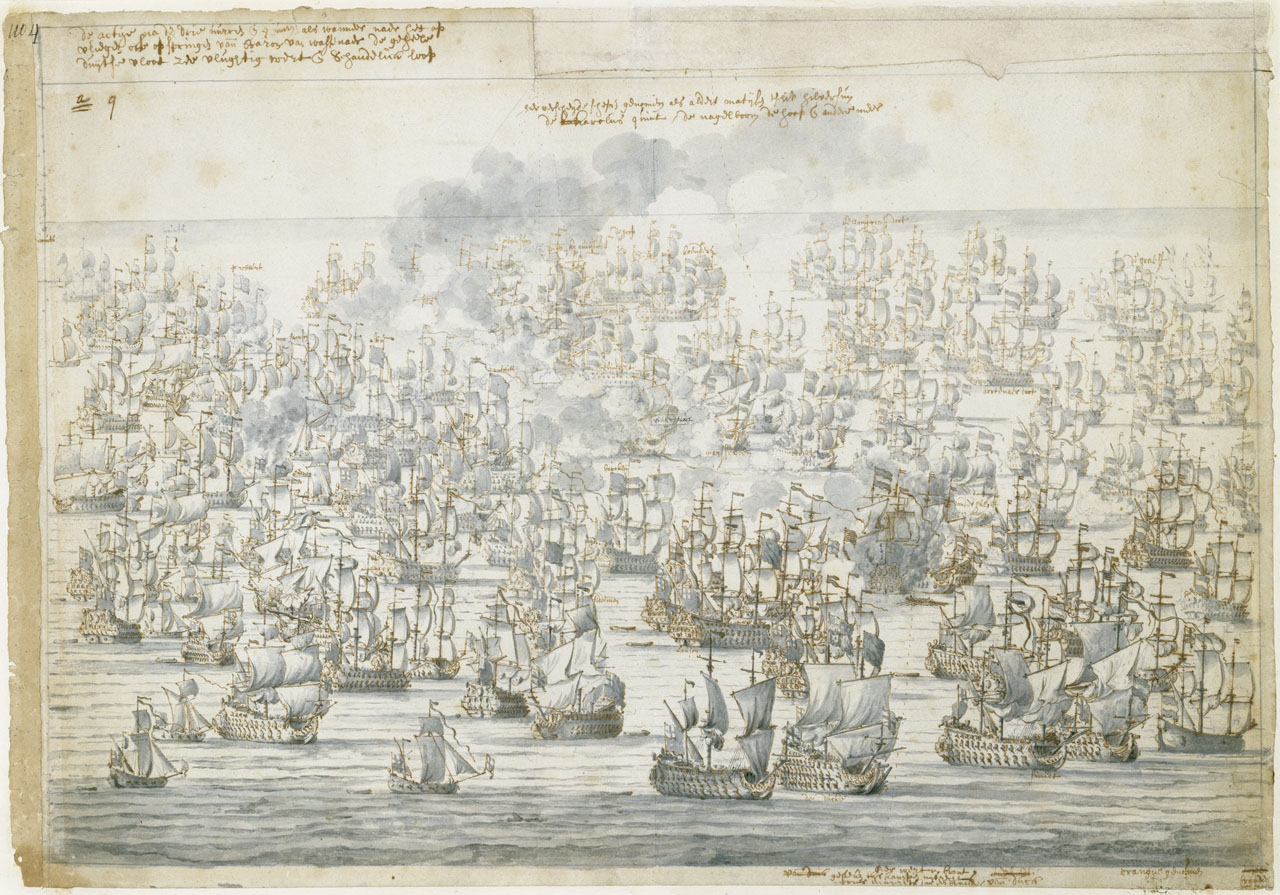
Chaos in der Flotte nach der Explosion der Eendracht, beschreibende Skizze mit Erklärungen von Willem van de Velde dem Älteren

Mit der Verschlechterung der politischen Verhältnisse zwischen England und den Niederlanden begannen die Generalstaaten, ihre Flotten zu aktivieren. Bereits vor der Kriegserklärung kam es zu Kämpfen, insbesondere in niederländischen Stützpunkten rund um Afrika. De Ruyter wurde mit einem Verband scheinbar in Richtung Mittelmeer, in Wirklichkeit aber nach Afrika geschickt. Um nicht wieder von einer Attacke englischer Kriegsschiffe in Friedenszeiten auf Handelsschiffe überrascht zu werden, sammelte sich vor der Küste der Niederlande eine größere Flotte für sofortige Einsätze. Nach dem missglückten Überfall englischer Kriegsschiffe auf den Konvoi der Smyrnaflotte ohne Kriegserklärung bereiteten sich nun auch die Niederlande auf den unvermeidlichen Krieg vor. Neben der Indienststellung eingemotteter Schiffe und einem neuen Neubauprogramm sammelten sich die kampfbereiten Schiffe an ihren Sammelstellen. Die Schiffe der Admiralitäten trafen sich bei Friesland, Schiffe aus Amsterdam und Noorderquartier bei Texel, und solche aus Rotterdam und Zeeland bei Hellevoetsluis. Es war beabsichtigt, mit großer Macht früh im neuen Jahr die Engländer anzugreifen, um relativ schnell Frieden schließen zu können. Anfang März hatte England den Niederlanden den Krieg erklärt. Auf niederländischer Seite war man sehr zuversichtlich, diesen Krieg (anders als den vorhergehenden ersten Seekrieg gegen England) erfolgreich beenden zu können.
Man stellte die größte Flotte in der Geschichte der Niederlande zusammen und teilte sie in sieben Geschwader auf. Man wollte so jedem der Luitnant-Admirale ein Geschwader überantworten. Das Flottenflaggschiff Eendracht unter dem neu ernannten Luitnant-Admiral-General, als Oberbefehlshaber, war nicht das größte Schiff in der Flotte. Von den sechs Schiffen mit 70 oder mehr Geschützen waren nur zwei von der Admiralität und der Rest von der Ostindienkompanie und zwei Ostindienfahrer; sie hatten 78 beziehungsweise 76 Geschütze an Bord.
Die Generalstaaten erteilten der Flotte unter Wassenaer van Obdam den Befehl, auszulaufen und den Gegner an dessen eigenen Küste aufzusuchen und zu bekämpfen. Allerdings zögerte der Oberbefehlshaber und verpasste gute Chancen, mit günstigem Wind einen Angriff zu wagen. Dies gab den Engländern Zeit, sich zu sammeln. Am 13. Juni griff van Obdam die Engländer unter weniger guten Windbedingungen an (Seeschlacht bei Lowestoft). Der Versuch, eine Schlachtlinie zu halten, gelang nicht. Beim Gefecht der Eendracht mit dem englischen Dreidecker Royal Charles explodierte sie. 404 von 409 Besatzungsmitgliedern starben, darunter der Oberbefehlshaber Wassenaer van Obdam. Da schon zu Beginn des Kampfes der vorgesehene Stellvertreter Egbert Meeuwszoon Kortenaer durch eine Kanonenkugel getötet worden war, entstand ein Chaos in der Führung der Flotte. Die Admiralsflagge von Kortenaer blieb stehen und Cornelis Tromp setzte auf eigene Faust eine weitere Admiralsflagge. Nun folgten die Flotte zwei unterschiedlichen Schiffen und konnten von den Engländern aufgerieben werden. Die Engländer eroberten neun Schiffe; die Niederländer verloren durch Explosion, Verbrennen und Versenken acht Schiffe.